# Dance of Death
Dance of Death је тринаести студијски албум енглеског хеви метал састава Ајрон мејден, издат 2003. године.

## Списак песама
1. „Wildest Dreams“ (Адријан Смит, Стив Харис) – 3:52
2. „Rainmaker“ (Дејв Мари, Харис, Брус Дикинсон) – 3:48
3. „No More Lies“ (Харис) – 7:22
4. „Montségur“ (Јаник Герс, Харис, Дикинсон) – 5:50
5. „Dance of Death“ (Герс, Харис) – 8:36
6. „Gates of Tomorrow“ (Герс, Харис, Дикинсон) – 5:12
7. „New Frontier“ (Нико Мекбрејн, Дикинсон, Смит) – 5:04
8. „Paschendale“ (Смит, Харис) – 8:28
9. „Face in the Sand“ (Смит, Харис, Дикинсон) – 6:31
10. „Age of Innocence“ (Мари, Харис) – 6:10
11. „Journeyman“ (Смит, Харис, Дикинсон) – 7:07